# Rida Cador
Rida Cador (Tata, 25 maart 1981) is een Hongaars voormalig wielrenner.
Cador begon zijn loopbaan als beroepswielrenner in 2006 hij het Hongaarse 
team P-Nívó Betonexpressz 2000. In 2009 werd hij Hongaars kampioen tijdrijden en in 2011 op de weg. In 2008 won hij het eindklassement van de Ronde van Roemenië en in 2013 was hij de sterkste in de GP de Gemenc. Na 2013 stopte hij met wielrennen.

## Overwinningen
2008
- Eindklassement Ronde van Roemenië

2009
- Hongaars kampioen tijdrijden, Elite

2011
- Hongaars kampioen op de weg, Elite

2013
- Eindklassement GP de Gemenc